# Exploitation de la mendicité
Pour les articles homonymes, voir Mendiant (homonymie).
L'exploitation de la mendicité désigne l'action de tirer profit de la mendicité d'autrui, ou de contraindre quelqu'un à la mendicité pour en tirer profit. Constatée dans de nombreux pays, les victimes de cette grave atteinte aux personnes peuvent être des adultes, des enfants,, voire des animaux.
L'exploitation de la mendicité est sanctionnée par la justice en France,, en Belgique. Ces mesures et ces lois sont parfois critiquées, car elles ne s'accompagnent pas de mesures sociales qui permettraient aux mendiants de sortir de la misère.

## Réseau de mendicité

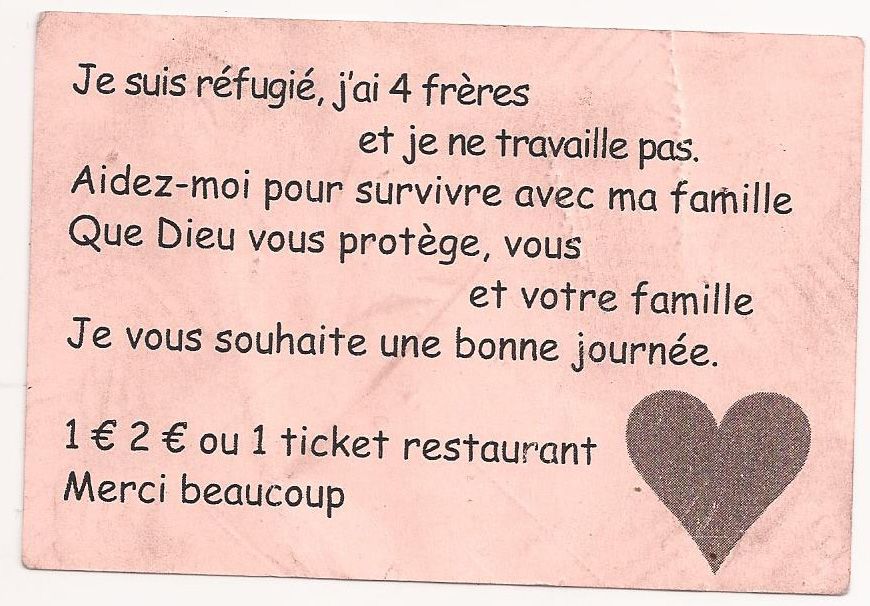
Carte utilisée par beaucoup de mendiants dans les transports en commun en France

Un réseau de mendicité est une organisation de mendiants travaillant généralement dans le centre de grandes villes ou près de voies à grand passage ; ces mendiants peuvent devoir reverser une partie plus ou moins importante de leurs gains à des souteneurs, organisés ou non en mafias. Ce type de mendicité existait déjà au XIXe siècle, telle que décrite dans l’œuvre d'Hector Malot.
En Afrique du Nord, le problème est pris au sérieux et des politiques de lutte commencent à être mises en place.
Selon les observations d’une enquête réalisée à Lausanne (Suisse) entre 2011 et 2013, la mendicité n’est pas organisée de manière criminelle, contrairement à ce qu’affirme le discours dominant (médias et politiciens). En revanche, certaines organisations font du bénéfice de manière indirecte à partir de la mendicité, comme les établissements bancaires (et leurs actionnaires) qui s’occupent des transferts d’argent ou les entreprises de transport entre les pays d'Europe de l'Est et le reste de l’Europe.

## Dérives de la lutte contre la mendicité organisée
Les États ont essayé de lutter contre la mendicité sans grand succès depuis l'Ancien Régime.
De plus, des lois ou des mesures politiques ont essayé de prendre la mendicité organisée comme prétexte[non neutre] pour interdire de façon générale la mendicité[réf. nécessaire].